# 会宁镇
会宁镇是中国河北省邢台市邢台县下辖的一个镇。2020年6月，会宁镇划归信都区管辖。

## 行政区划
下辖以下地区：
会宁村、梅花寨村、西沙窝村、东良舍村、大夫庄村、小良舍村、南良舍村、北良舍村、东沙窝村、口头村、兰羊村、毕支江村、尹支江村、武支江村、西羊村、兴华村、永富村、时村、西南庄村、霍楼村、上马庄村、中庄村、傅家沟村、韩尔庄村、景刘庄村、张尔庄村、董家沟村、尚汪庄村、南尚汪村、北尚汪村和东羊村。